# Unmasked
Unmasked – ósmy album studyjny amerykańskiej grupy rockowej KISS wydany w maju 1980 roku. Ostatni album z udziałem perkusisty Petera Crissa.

## Utwory
1. "Is That You?"	(Gerard McMahon) – 3:55
  - śpiew – Paul Stanley
2. "Shandi" (Paul Stanley, Vini Poncia) – 3:33
  - śpiew – Paul Stanley
3. "Talk to Me" (Ace Frehley) – 4:00
  - śpiew – Ace Frehley
4. "Naked City" (Gene Simmons, Poncia, Bob Kulick, Peppi Castro) – 3:49
  - śpiew – Gene Simmons
5. "What Makes the World Go 'Round" (Stanley, Poncia) – 4:14
  - śpiew – Paul Stanley
6. "Tomorrow" (Stanley, Poncia) – 3:16
  - śpiew – Paul Stanley
7. "Two Sides of the Coin" (Frehley) – 3:15
  - śpiew – Ace Frehley
8. "She's So European" (Simmons, Poncia) – 3:30
  - śpiew – Gene Simmons
9. "Easy As It Seems" (Stanley, Poncia) – 3:24
  - śpiew – Paul Stanley
10. "Torpedo Girl" (Frehley, Poncia) – 3:31
  - śpiew – Ace Frehley
11. "You're All That I Want" (Simmons, Poncia) – 3:04
  - śpiew – Gene Simmons

## Informacje
- Gene Simmons – gitara basowa, śpiew
- Paul Stanley – gitara rytmiczna, śpiew
- Ace Frehley – gitara prowadząca, śpiew
- Peter Criss – perkusja (zatwierdzono, lecz nie występuje w ogóle)
- Anton Fig – perkusja (nie zatwierdzono, lecz występuje we wszystkich utworach)